# العلاقات التوغوية الليختنشتانية
العلاقات التوغولية الليختنشتانية هي العلاقات الثنائية التي تجمع بين توغو وليختنشتاين.

## مقارنة بين البلدين
هذه مقارنة عامة ومرجعية للدولتين:
| وجه المقارنة                                              | توغو            | ليختنشتاين                                 |
| --------------------------------------------------------- | --------------- | ------------------------------------------ |
| المساحة (كم2)                                             | 56.78 ألف       | 16                                         |
| عدد السكان (نسمة)                                         | 7.80 مليون      | 37.47 ألف                                  |
| الكثافة السكانية (ن./كم²)                                 | 137.37          | 234.19 ألف                                 |
| العاصمة                                                   | لومي            | فادوتس                                     |
| اللغة الرسمية                                             | لغة فرنسية      | اللغة الألمانية                            |
| العملة                                                    | فرنك غرب أفريقي | فرنك سويسري                                |
| الناتج المحلي الإجمالي (بليون دولار)                      | 4.81 مليار      | 6.29 مليار                                 |
| الناتج المحلي الإجمالي (تعادل القوة الشرائية) بليون دولار | 10.67 مليار     |                                            |
| الناتج المحلي الإجمالي الاسمي للفرد دولار أمريكي          | 559             |                                            |
| الناتج المحلي الإجمالي للفرد دولار أمريكي                 | 1.43 ألف        |                                            |
| مؤشر التنمية البشرية                                      | 0.484           | 0.908                                      |
| رمز المكالمات الدولي                                      | +228            | +423                                       |
| رمز الإنترنت                                              | .tg             | .li                                        |
| المنطقة الزمنية                                           | 00              | توقيت وسط أوروبا، ت ع م+01:00، ت ع م+02:00 |

## منظمات دولية مشتركة
يشترك البلدان في عضوية مجموعة من المنظمات الدولية، منها:
| علم المنظمة | اسم المنظمة                   | تاريخ انضمام توغو | تاريخ انضمام ليختنشتاين |
| ----------- | ----------------------------- | ----------------- | ----------------------- |
|             | الاتحاد البريدي العالمي       | ?                 | ?                       |
|             | الاتحاد الدولي للاتصالات      | 14 سبتمبر 1961    | 25 يوليو 1963           |
|             | منظمة حظر الأسلحة الكيميائية  | ?                 | ?                       |
|             | منظمة التجارة العالمية        | ?                 | ?                       |
|             | منظمة الشرطة الجنائية الدولية | ?                 | ?                       |
|             | الأمم المتحدة                 | 20 سبتمبر 1960    | 18 سبتمبر 1990          |